# Eugen Bopp
Eugen Bopp (* 5. September 1983 in Kiew) ist ein deutscher Fußballspieler.

## Karriere

### Vereine

#### Nottingham Forest
Bopp hatte in der Jugend des FC Bayern München gespielt, bevor er als 16-Jähriger im Juni 2000 zur Akademie des englischen Vereins Nottingham Forest wechselte. Seinen ersten Profivertrag bei Nottingham Forest erhielt er am 11. September 2000. Bopp war ein wichtiges Mitglied der U-19-Mannschaft, mit der er an der Seite von Jermaine Jenas und Michael Dawson 2000/01 die U-19-Meisterschaft gewann.
Er bestritt 77 Punktspiele für die erste Mannschaft von Nottingham Forest, die Hälfte davon von Beginn an. In seinen sechs Spielzeiten erzielte er acht Ligatore. Seine erfolgreichste Zeit im Verein war die Saison 2002/03, in der Nottingham Forest die Ausscheidungsspiele um den Aufstieg in die Premier League erreichte. Aus seiner Zeit in Nottingham blieb vor allem das Ausgleichstor im Spiel gegen den FC Gillingham am letzten Spieltag der Saison 2004/05 in Erinnerung, das letztlich den Abstieg des Gegners in die drittklassige Football League One bedeutete. Doch auch Nottingham Forest folgte ihm nach dem letzten Spieltag. Nach einer Spielzeit in der Drittklassigkeit verließ Bopp am Saisonende 2005/06 die Mannschaft.

#### Rotherham United
Nachdem er Nottingham Forest verlassen hatte, wurde er von Rotherham United zum Probetraining eingeladen. Nach einer beeindruckenden Vorbereitung unterzeichnete er einen kurzfristigen Vertrag am 3. August 2006. Als Ergebnis seiner fortgesetzten ordentlichen Leistungen auf dem Platz wurde Bopp eine Vertragsverlängerung bis zum Ende der Saison angeboten. Er spielte in 31 Spielen für Rotherham und erzielte fünf Tore.

#### Crewe Alexandra
Bopp wurde von Crewe Alexandra am 30. Mai 2007 verpflichtet. Zunächst musste er sich an das Team anpassen und um einen Stammplatz kämpfen. Er fühlte sich nicht wohl in Crewe und ließ sich im Januar 2008 auf die Transferliste setzen. Am 7. Mai 2009 wurde bekanntgegeben, dass Bopp den Vertrag bei Crewe Alexandra im gegenseitigen Einvernehmen aufgelöst hat.

#### Portsmouth F.C.
Bopp wurde in den Portsmouth-Kader für das erste Testspiel gegen Havant and Waterlooville aufgenommen. Bopp spielte die gesamte zweite Hälfte und erzielte beide Tore beim 2:2-Unentschieden. Portsmouth war interessiert Bopp vor einem Premier-League-Spiel gegen Wigan Athletic am 31. Oktober zu verpflichten. Allerdings weigerte sich die Premier League, den Spieler von Portsmouth zu registrieren, weil die Schulden des Clubs nicht registriert wurden und ein Embargo (Verbot der Verpflichtung) gegen den Verein verhängt wurde. Bopp allerdings spielte weiterhin, für die Reserve-Mannschaft.

#### Carl Zeiss Jena
Bopp unterschrieb am 7. Dezember 2010 einen Vertrag beim FC Carl Zeiss Jena in der 3. Liga. Er absolvierte sein Debüt für Carl Zeiss Jena in der Partie am 11. Dezember gegen Dynamo Dresden. Er spielte in 16 Ligaspielen für den Verein, bevor er im Juni 2011 den Verein wieder verließ.

#### York City
Bopp kehrte nach England zurück, nachdem er am 22. März 2012 einen Vertrag bei York City in der Conference National bis Ende der Saison 2011/12 unterschrieben hatte. Zum Debüt kam er in der 69. Minute bei einem 2:1-Auswärtssieg gegen Luton Town am 30. März 2012, wo er beide Tore vorbereitete. Am 7. April 2012 erlitt er einen Schlüsselbeinbruch in einem Heimspiel gegen Fleetwood Town und fiel für den Rest der Saison aus. Sein Vertrag wurde am Saisonende nicht verlängert und er blieb bis zum 1. Juli 2015 vereinslos.

#### FC Dunkirk / FC Basford United
Nach Jahren ohne Verein schloss er sich zur Saison 2015/16 dem in der Grafschaft Nottinghamshire ansässigen FC Dunkirk an, den er nach drei Monaten verließ und sich dem FC Basford United, einem Vortortverein von Nottingham, anschloss. Sein Debüt in der siebtklassigen Northern Premier League gab er am 17. Oktober 2015 beim 3:0-Sieg im Heimspiel gegen den Belper Town F.C. Sein erstes Tor gelang ihm am 21. November 2015 beim 4:1-Sieg im Auswärtsspiel gegen Market Drayton Town mit dem Treffer zum Endstand in der 68. Minute.

### Nationalmannschaft
Bopp absolvierte zwei Länderspiele für die U-19-Nationalmannschaft. Sein Debüt im Nationaltrikot gab er am 4. September 2001 in Landskrona beim 4:0-Sieg im Qualifikationsspiel für die Europameisterschaft 2002 gegen die Auswahl Schwedens mit Einwechslung für Emmanuel Krontiris in der 65. Minute. Sein zweites Länderspiel bestritt er am 11. Oktober 2001 beim 2:2-Unentschieden ebenfalls im Qualifikationsspiel für die Europameisterschaft 2002 gegen die Auswahl der Türkei, bevor er zur zweiten Halbzeit für Philipp Lahm ausgewechselt wurde.

## Sonstiges
Eugen Bopp's Vater ist Schwarzmeerdeutscher, die Mutter Ukrainerin. Sein sechs Jahre jüngerer Bruder Viktor gehörte von 1997 bis 2008 der Jugendabteilung und in der Saison 2008/09 der zweiten Mannschaft des FC Bayern München an. Von 2009 bis 2011 spielte er in der zweiten Mannschaft von Hannover 96, danach, bis 2013, für den belgischen Erstligisten SC Charleroi. Von Januar bis Juni 2014 war er für den Drittligisten Wacker Burghausen aktiv.